# Koriażma
Koriażma (ros. Коряжма) – miasto w północnej Rosji, na terenie obwodu archangielskiego, w północno-wschodniej Europie, nad rzeką Wyczegdą.
Koriażma liczy 42 810 mieszkańców (1 stycznia 2005 r.) i jest lokalnym centrum przemysłu celulozowo-papierniczego, który dostarcza 91,7% ogólnej wartości produkcji i usług w mieście.

## Historia
Za datę założenia Koriażmy przyjęto rok 1535. Jest to rok powstania monasteru Nikoło-Koriażemskiego, co zapisano w kronice miasta Solwyczegodsk. Prawa miejskie od 14 sierpnia 1985 roku.